# Luc Tinseau
Luc Tinseau, né le 3 septembre 1940 à Santeau (Loiret), est un homme politique français.

## Biographie
Instituteur de profession, il est candidat aux législatives de 1978 dans la première circonscription de l'Eure, mais arrivé en troisième positon, il se désiste en faveur du candidat communiste Rolland Plaisance qui est cependant battu par le député UDF sortant Pierre Monfrais.
À nouveau candidat du Parti socialiste en 1981, il accède cette fois-ci au second tour et obtient 52,10 % des suffrages. À l'Assemblée nationale, il siège dans le groupe socialiste et est membre de la commission de la défense nationale et des forces armées. Il en devient un des secrétaires à partir du 10 novembre 1983.
Il ne se représente pas en 1986, ne figurant pas sur la liste de la majorité présidentielle conduite par François Loncle, mais tente en 1988, avec le tour du scrutin uninominal par circonscription, de reprendre son ancien siège. Il est cependant défait par le RPR Jean-Louis Debré.
En parallèle, il est conseiller municipal et adjoint au maire d'Évreux. En 1989, il est nommé premier adjoint et le demeure jusqu'en 2001, année où la liste de droite (RPR-UDF-DL) conduite par Jean-Louis Debré conquiert la mairie.

## Détail des fonctions et des mandats
Mandat parlementaire
- 2 juillet 1981 - 1er avril 1986 : député de la 1re circonscription de l'Eure

Mandats locaux
- Conseiller municipal d'Évreux
- Jusqu'en mars 1989 : adjoint au maire d'Évreux
- mars 1989 - 18 mars 2001 : premier adjoint au maire d'Évreux